# Trierer Fischkalender

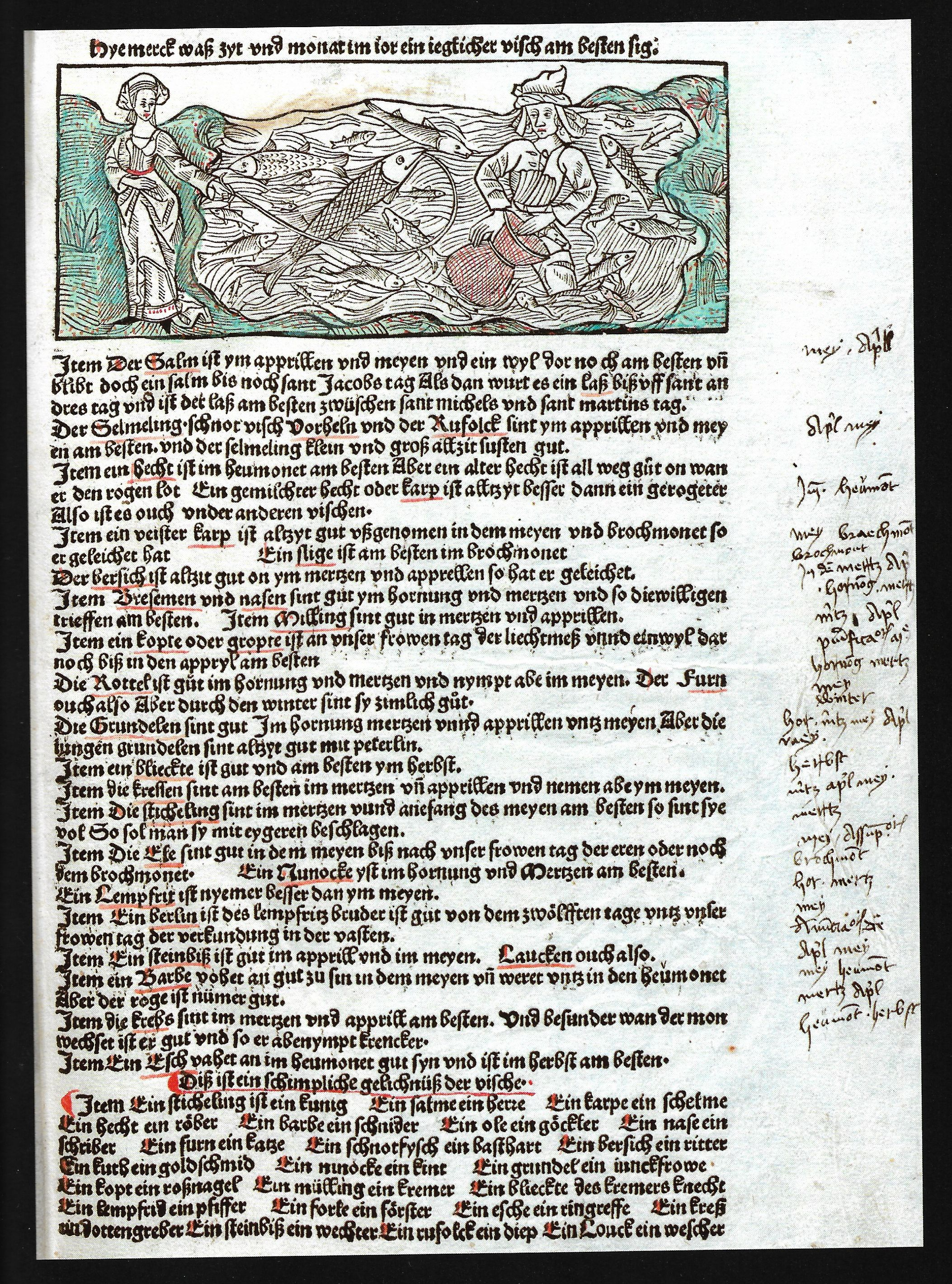
Einblattdruck Trierer Fischkalender um 1493 bis 1495

Der Trierer Fischkalender ist ein Einblattdruck aus der Zeit von 1493 bis 1495. Er stammt aus dem Zisterzienserkloster Himmerod und zeigt neben einem Textteil einen kolorierten Holzschnitt mit verschieden großen Fischen und zwei Arten des Fischfangs. Das Blatt gehört zum Bestand der Wissenschaftlichen Bibliothek der Stadt Trier und wird in der dortigen „Schatzkammer“ ausgestellt.

## Hintergrund
Weil Einblattdrucke als Makulatur oft in die Deckel früher Druckwerke und Bücher eingeklebt wurden, haben sie sich erhalten. Dieser Fischkalender der Trierer Wissenschaftlichen Bibliothek ist das einzige bekannte Exemplar. Gedruckt wurde es von Johann Grüninger aus Straßburg um 1493. Es war Teil der Inkunabelbestände, vor dem Jahr 1501 gedruckten Schriften und Bücher, der Stadtbibliothek Trier und mit einigen anderen Schriftstücken in einem Sammelband mit der Bibliothekssignatur „Ink 1261 4°“ enthalten. Erst durch die Katalogisierung der Himmeroder Bände wurde es entdeckt. Der erste Bearbeiter des Bandes in Trier war der damalige Bibliotheksleiter Johann Hugo Wyttenbach, der an jedes Blatt handschriftliche Anmerkungen anfügte. Innerhalb des Bandes war der Einblattdruck das Blatt Nr. 19 und mit einer Überschrift „Hye merck waß zyt und monat im ior ein ieglicher visch am besten sig“ versehen.

## Beschreibung
Der Trierer Fischkalender ist ein Einblattdruck auf Papier mit den Maßen 25,8 × 14,4 cm. In der Wissenschaftlichen Bibliothek der Stadt Trier trägt er als Inkunabel die Inventarnummer Inc 1291 4° Bl. 19r.
Teichwirtschaft und Fischzucht waren eine wichtige Nahrungsgrundlage für die Klöster. Besonders die Zisterzienser bevorzugten für ihre Klöster die Nähe des Wassers. Dieser Fischkalender zeigt zwar Fischarten des Rheins, war aber auch auf die Mosel, Kyll und andere Flüsse und Bäche der Region übertragbar, sodass er auch nützlich für das Kloster Himmerod war. Das Blatt ist eine Art Gebrauchsanweisung für Angler und Fischer in Kalenderform und enthält die für den Fang der einzelnen Fischarten günstigen Zeiträume innerhalb eines Jahres.
Im oberen Teil befindet sich ein in grün und rot kolorierter Holzschnitt, der links eine Frau beim Angeln mit einer Schnur zeigt und rechts einen im Wasser stehenden Mann, der mit einer Reuse hantiert. Die Frau hat den größten der unterschiedlich dargestellten Fische am Haken. Unterhalb des Holzschnitts befindet sich der Fischkalender, der 27 Fischarten beschreibt. Enthalten sind Hinweise, welcher Fisch zu welcher Jahreszeit gefangen und verzehrt werden soll. Unter den beschriebenen Fischen befinden sich Karpfen, Hecht, Lachs, Salm und andere. Im Text gibt es Unterstreichungen, mit einem roten senkrechten Strich verzierte Versalien und handschriftliche Notizen, die noch einmal die besten Fangzeiten hervorheben. Im unteren Bereich des Blattes steht unter einer Überschrift „Diß ist ein schimpliche gelichnüß der vische“ ein Abschnitt, der auf humorvolle Weise Vergleiche zwischen Fischen und menschlichen Berufen zieht. So wird der Stichling mit einem König verglichen und der Hecht mit einem Räuber.

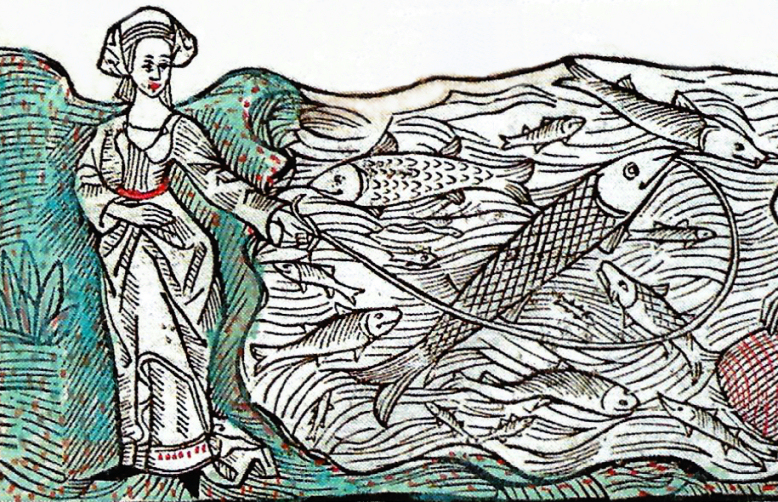
Bildausschnitt Frau mit Angelleine

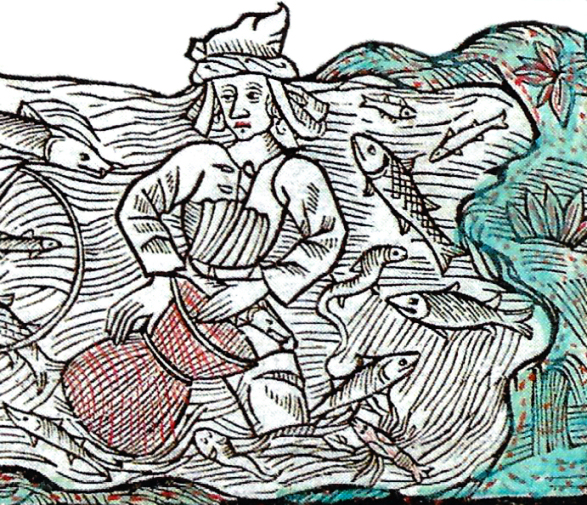
Bildausschnitt Mann mit Fischreuse

Die verzeichneten Fischarten:
| Bezeichnung      | Fangzeit                            | Gleichnis               |
| ---------------- | ----------------------------------- | ----------------------- |
| Selmeling, Salm  | April, Mai                          | Edelmann, Herr          |
| Schnotfisch      | April, Mai                          | Bastard                 |
| Vorheln, Forle   | April, Mai                          | Förster                 |
| Rufolck          | April, Mai                          | Dieb                    |
| Hecht            | Juli, Heumonat                      | Räuber                  |
| Karpe            | ganzjährig nicht nach der Laichzeit | Schelm                  |
| Slige            | Juni                                |                         |
| Bersich          | ganzjährig                          | Ritter                  |
| Bresemen         | Februar, März                       |                         |
| Nasen            | Februar, März                       | Schreiber               |
| Milling, Mülling | März, April                         | Müller, Krämer          |
| Kopte, Gropte    | Maria Lichtmess bis April           | Hufnagel, Roßnagel      |
| Rottel           | Februar, März, Mai                  |                         |
| Furn             | im Winter                           | Katze                   |
| Grundelen        | Februar–April                       | Jungfrau                |
| Blieckte         | im Herbst                           | Müllers, Krämers Knecht |
| Kressen          | März bis Mai                        |                         |
| Sticheling       | März und Anfang Mai                 | König                   |
| Efe, Ole         | Mai, Juni                           | Göckler, Hahn           |
| Nunocke          | Februar, März                       | Kind                    |
| Lempfrit         | Mai                                 | Pfiffer, Pfeifer        |
| Berlin [Querder] | Ende März bis Ende der Fastenzeit   |                         |
| Steinbiß         | April, Mai                          | Wächter                 |
| Lauchen, Laucken | April, Mai                          | Wechsler                |
| Barbe            | Mai bis Juli                        | Schneider               |
| Krebs            | März, April                         | Totengräber             |
| Esche            | Juli, Herbst                        | Ringreffe, Rheingraf    |

## Verwandte Werke
Im Zusammenhang mit dem Fischkalender sind die im späten Mittelalter verbreiteten sogenannten Fischbüchlein zu sehen, bei denen es sich vermutlich um eine Übersetzung des flämischen Werkes Dit Boecxken handelt. Es ist eine Anleitung zum Fang von Vögeln und Fischen, die 1491 oder 1492 bei Van der Goes in Antwerpen gedruckt wurde. Diese Übersetzung war die Grundlage vieler dieser Fischbüchlein und verwandter Drucke, die in mehreren Auflagen erschienen.
- Diß büchlein sagt wie man fisch vnd vogel fahen soll Erfurt [Hans Sporer] 1498.
- Jakob Köbel: Die Kunst wie man Fisch vn Vögel fahen soll …: mitt vyl bewerten Recepten vn Puncten, wie man Fisch vnd vögel fahen sol mit den Henden, Reussen, Anglen, Hammen vnd Netzen. Heidelberg 1508, OCLC 54176819.
- Johannes Rittershofen: Büchlein, wie man Fische und Vögel fangen soll. Matthias Hüpfuff, 1510 (idb.ub.uni-tuebingen.de – Nahezu identischer, unvollständiger Text, ohne Bild).